# Беню Данчев
Беню Тотев Данчев е български музикален педагог, диригент, творец и общественик.

## Биография
Роден е на 7 декември 1911 г. в Ловеч. Завършва Средното педагогическо училище. През 1937 г. се дипломира в Държавната музикална академия в София. Занимава се с музикално обучение и възпитание на деца. Повече от 50 години работи като диригент. Започва педагогическата си дейност в училището в с. Брест, област Плевен. По-късно преподава и в гимназията в Ловеч. Диригент на младежкия хор в кв. „Ючбунар“ в София. Дълги години главен диригент на Ансамбъла за песни и танци към Министерство на вътрешните работи. В периода 1941 – 1944 г. в Ловеч написва и дирижира детските опери „Зорница“, „Гнездото на орела“, „Пройчо дърварчето“. След 9 септември 1944 г. е ръководител на младежки духов оркестър – ревностен пропагандатор на съветската масова песен в Ловеч и околията. Композира музиката на над 100 масови песни с изразен агитационно – пропаганден характер. Умира на 1 март 1987 г. в София.
По-важни трудове: „Ръководство за мартин-тромпетни оркестри“ (1969) – единствено в България; „Обучението по пеене в първи клас на народностна основа“ (1972); „Музикален помощник на децата“ (1984) и др.